# Morengo
Morengo là một đô thị ở tỉnh Bergamo trong vùng Lombardia của nước Ý, có vị trí cách khoảng 40 km về phía đông của Milano và khoảng 20 km về phía nam của Bergamo. Tại thời điểm ngày 31 tháng 12 năm 2004, đô thị này có dân số 2.474 người và diện tích là 10,3 km².
Morengo giáp các đô thị: Bariano, Brignano Gera d'Adda, Caravaggio, Cologno al Serio, Martinengo, Pagazzano, Romano di Lombardia.